# Pseudomys hermannsburgensis
Pseudomys hermannsburgensis é uma espécie de roedor da família Muridae.
Apenas pode ser encontrado na Austrália.